# Cantique pour Siméon
Cantique pour Siméon est un poème écrit par T. S. Eliot en 1928.